# Kaasstrooimolen
De Kaasstrooimolen in de Antwerpse gemeente Heist-op-den-Berg is een staakmolen met gesloten voet die als korenmolen is ingericht. Hij staat in Bruggeneinde, op de grens tussen Heist-op-den-Berg en Hulshout. Op deze plaats stond reeds in 1418 een korenmolen, die in 1611 werd vervangen door een nieuw exemplaar. Er is tot aan begin van de jaren 60 van de twintigste eeuw met de molen gemalen. Sinds 1955 is de Kaasstrooimolen een beschermd monument. De naam van de molen is vermoedelijk in de zestiende eeuw ontstaan en is afgeleid van de in die tijd gangbare naam voor buntgras, het gewas dat op het perceel groeide. De molen is in de jaren 60 en in 1990 maalvaardig gerestaureerd en is in de regel op zondag te bezoeken. In de molen bevinden zich twee koppels stenen, waarmee op vrijwillige basis graan wordt gemalen.